# Charaxes viridicostatus
Charaxes viridicostatus är en fjärilsart som beskrevs av Aurivillius 1879. Charaxes viridicostatus ingår i släktet Charaxes och familjen praktfjärilar. Inga underarter finns listade i Catalogue of Life.